# 850

850(팔백오십)은 849보다 크고 851보다 작은 자연수다.

## 수학
- 합성수로, 그 약수는 총 12개다. (1, 2, 5, 10, 17, 25, 34, 50, 85, 170, 425, 850)
  - 850의 진약수의 합은 824이므로, 850은 부족수다.
- {\displaystyle 850=153+190+231+276}
  - 연속하는 네 육각수의 합으로 나타낼 수 있는 가장 큰 세 자리 수다. 이 성질을 지닌 앞의 수는 694, 다음 수는 1022이다.
- {\displaystyle 850=3^{2}+29^{2}=11^{2}+27^{2}=15^{2}+25^{2}}
  - 서로 다른 두 자연수의 제곱합으로 나타낼 수 있는 수다.
- {\displaystyle 43^{8}-1}은 850으로 나누어떨어진다.

## 과학·기술
- NGC 850(영어판): 고래자리 방향에 있는 렌즈형은하.
- 850 알토나(영어판): 소행성.
- 볼보 850(영어판): 볼보의 승용차.
- 세아트 850(영어판): 세아트의 승용차.
- 피아트 850: 피아트의 승용차.
- 아프릴리아 마나 850(영어판): 아프릴리아의 모터사이클.
- 소니 DSLR-A850: 소니의 디지털 카메라.

## 교통

### 항공
- 바리크 850편 착륙 사고(영어판)
- 베트남 항공 850편 납치 사건(영어판)
- 스위스 국제항공 850편 착륙 사고(영어판)

### 도로
- 850번 홋카이도도(일본어판)

## 군사
- U-850(영어판, 독일어판): 제2차 세계 대전에 사용된 나치 독일의 군용 잠수함.

## 문화유산
- 대한민국의 보물 제850호: 대동여지도 신유본

## 기타
- 연도: 850년, 기원전 850년
- 850년대
- 모스크바 850(영어판): 과거 러시아에 존재한 대관람차.
- 조선민주주의인민공화국의 국제전화 국가번호.
- 한국십진분류법에서 독일 문학에 관한 책들이 분류되는 번호.